# جمعية مرشدات الكاميرون
جمعية مرشدات الكاميرون هي المنظمة الإرشادية الوطنية في الكاميرون تأسست في عام 1943، وأصبحت عضوا منتسبا في الجمعية العالمية للمرشدات وفتيات الكشافة في عام 1972 وعضوا كامل العضوية في عام 2014.الجمعية موجهه للفتيات فقط وتحوي 3000 عضو (اعتبارا من 2003).